# Rites at Dawn
Rites at Dawn ist das dritte Studioalbum der norwegischen Retro-Prog-Band Wobbler. Es erscheint offiziell am 16. Mai 2011, wurde aber von der Plattenfirma Termo Records schon einige Tage zuvor an Vorbesteller versendet, um Vorveröffentlichungen auf illegalem Weg einzudämmen.

## Stil und Rezeption
Auf „Rites at Dawn“ spielen die Musiker – Wobbler und die beiden Gastmusiker Ketil Vestrum Einarsen und Hanne Rekdal – einen von Yes beeinflussten Retro-Prog. Der musikalische Fokus wurde von der Melancholie der Vorgängeralben weg zu einer Konzentration auf Melodien und den Gesang von Andreas Prestmo hin bewegt.
So schrieb etwa Rezensent „matma_84“ auf progressiveears.com:

“All in all an interesting album. They seem to be more focused on melodies this time. They’ve cut back the technicality of their music and worked on their songwriting. The vocals and some moods owe to „Yes“ but they don’t seem to copy anything. Yes, the use old sounds, but they’ve managed to create a classical progressive rock record of their own.”

„Insgesamt ein interessantes Album. Sie scheinen diesmal mehr auf Melodien geachtet zu haben. Sie haben die technische Seite ihrer Musik gestutzt und an ihrem Songwriting gearbeitet. Gesang und einige Stimmungen sind „Yes“ geschuldet, aber sie scheinen nichts zu kopieren. Ja, sie verwenden alte Klänge, aber sie haben es geschafft, ein eigenständiges, klassisches Progressive-Rock-Album zu erschaffen.“

## Titelliste
1. Lucid (1:40)
2. La Bealtaine (7:52)
3. In Orbit (12:30)
4. This Past Presence (6:14)
5. A Faerie’s Play (5:19)
6. The River (10:04)
7. Lucid Dreams (2:19)